# Aura Kingdom
Aura Kingdom, también conocido como Fantasy Frontier (en chino: 幻想神域) en Taiwán, Hong Kong, Macao, China continental y Tailandia y Gensō Shin'iki (幻想神域?  lit. Reino divino de fantasía) en Japón, es un videojuego de rol multijugador masivo en línea (MMORPG) desarrollado por la empresa taiwanesa X-Legend.
Aura Kingdom, en su versión internacional, fue publicado por Aeria Games en 2014 y luego por X-Legend en 2023.

## Modo de juego
El videojuego comienza cuando los aldeanos le piden al jugador que los ayude con las tareas de la aldea.
Los jugadores asumen el papel de Enviados de Gaia, a quienes se les asigna la misión de salvar Azuria, el mundo de fantasía de Aura Kingdom, de la Oscuridad. Los jugadores pueden elegir entre dieciséis clases para su personaje: guardián, luchador, verdugo, elementalista, hechicero, bardo, artificiero, pistolero, asesino, arquero, ronin, shinigami, mandoble, shuriken, lancer y rock star. Luego, los jugadores pueden elegir uno de los cinco Eidolons como mascota inicial, con la oportunidad de reclutar más a medida que avanza el juego.
Los jugadores pueden tener espíritus como compañeros que crecen y evolucionan. Estos espíritus se conocen como "Eidolons" y conservan recuerdos de los logros de los jugadores, como las muertes de jefes, y se puede conversar con ellos.

## Desarrollo
Aura Kingdom es el séptimo título del desarrollador X-Legend. Su desarrollo demoró entre 2 y 3 años. La principal motivación del estudio fue desarrollar un videojuego donde la historia se contase a través de los NPC y por secuencias de video, y también poder profundizar más en algunas historias de dichos NPC.

## Lanzamiento
El videojuego tiene distintos nombres dependiendo del territorio en el que fue publicado. La primera versión se titula Fantasy Frontier (en chino: 幻想神域) y fue publicada en Taiwán por X-Legend el 8 de agosto de 2013, en Hong Kong y Macao por Alta Multimedia el 14 de agosto de 2013, en Tailandia por Winter Online el 12 de marzo de 2014 y luego por Play Online el 14 de diciembre de 2016 y en China continental por Changyou el 18 de julio de 2014. La versión de Tailandia cerró sus servidores en 2017, mientras que la versión de China continental cerró en 2022, aunque X-Legend tiene pensado relanzar el videojuego en China continental con un nuevo editor en algún momento de 2024.
La versión internacional titulada Aura Kingdom fue publicada por Aeria Games el 6 de enero de 2014 y luego por X-Legend en febrero de 2023. La versión de Corea del Sur fue publicada por X-Legend Korea bajo el mismo título el 18 de diciembre de 2014. Sus servidores cerraron en 2018.
La versión para Japón titulada Gensō Shin'iki (幻想神域?  lit. Reino divino de fantasía) fue publicada por X-Legend Japan el 31 de octubre de 2013 y luego por MoonRabbit el 3 de septiembre de 2020. En su lanzamiento, el videojuego llevó por subtítulo Innocent World, luego fue cambiado a Cross to Fate en 2015 y después a Another Fate en 2019. Una versión para PlayStation 4 fue lanzada el 1 de noviembre de 2017, pero fue descontinuada el 30 de enero de 2019.

## Recepción
Games In Asia calificó al videojuego con un 6,1/10, destacando su sólida línea argumental, el cuidado diseño de sus personajes de estilo anime y sus impresionantes gráficos, pero señalaron como puntos débiles la escasez de mazmorras y una jugabilidad repetitiva y poco desafiante.

## Videojuegos derivados

### Aura Kingdom(móvil)
En 2016, X-Legend desarrolló y publicó en Taiwán una versión móvil de Aura Kingdom bajo el mismo título. El videojuego contaba con varios elementos de la versión de PC y una mejora en profundidad de la historia principal, pero solo tenía disponible 8 clases para el personaje y también minimizaba la interacción con el entorno, añadiendo la opción de "piloto automático". Fue publicado con el mismo nombre en Hong Kong y Macao en 2016 y en Corea del Sur y Tailandia en 2017, mientras que la versión global fue lanzada en 2018. La versión japonesa fue publicada en 2017 bajo el título Gensō Shin'iki -Link of Hearts- (幻想神域 -Link of Hearts-?). Todas las versiones fueron descontinuadas entre 2018 y 2021.

### Aura Kingdom R
Aura Kingdom R es un videojuego desarrollado por la empresa china Zlongame, con supervisión de X-Legend. Conserva algunas características del videojuego original como los Eidolons, pero reemplaza las clases por armas, que pueden equiparse libremente durante el combate. También añade elementos nuevos como el casamiento entre personajes, mantención de granjas, doblaje completo en japonés, entre otros. Fue publicado en China continental, Taiwán, Hong Kong y Macao en 2018. Fue publicado en Corea del Sur en 2019 bajo el título Aura Kingdom S. Todas las versiones fueron descontinuadas en 2020.

### Aura Kingdom 2
Aura Kingdom 2 es un videojuego desarrollado por X-Legend para Android, iOS y Windows. Es la secuela de Aura Kingdom. El videojuego conserva algunas características del primer videojuego, como el sistema de Eidolons, aumentándolo a 40 y dispone de 4 nuevas clases para el personaje. Además presenta gráficos mejorados. Fue publicado en Malasia, Singapur, Taiwán, Hong Kong y Macao en 2019, mientras que las versiones global y japonesa fueron publicadas en 2020. La versión de Malasia y Singapur fue descontinuada en 2020, mientras que el resto de versiones fueron descontinuadas en 2023. El videojuego fue relanzado el 5 de septiembre de 2023 de forma global con soporte a varios idiomas bajo el título Aura Kingdom 2 - Evolution, con varios ajustes y optimización de la jugabilidad.